# Twaalf Armeense volksliedjes
Twaalf Armeense volksliedjes is een compositie van Alan Hovhaness. Het is geschreven voor solopiano. Het is een instrumentaal werkje gecomponeerd in de stijl van Armeense muziek en in een toonzetting van volksmuziek uit de bergdorpen van Armenië; deels thuisland van de componist. De toonsoort van de liedjes is toe te wijzen als kerktoonsoorten:
1. A dorisch
2. A dorisch
3. C dorisch
4. C dorisch
5. A mixolydisch
6. G dorisch
7. G dorisch
8. G dorisch
9. D frygisch
10. f mineur
11. e mineur harmonisch

## Discografie
- Uitgave Hearts of Space: Sahan Arzruni, piano